# Genetyllis undulaticirris
Genetyllis undulaticirris är en ringmaskart som beskrevs av Averincev 1972. Genetyllis undulaticirris ingår i släktet Genetyllis och familjen Phyllodocidae. Inga underarter finns listade i Catalogue of Life.